# Kolići
Kolići su naseljeno mjesto u gradu Zenici, Federacija Bosne i Hercegovine, BiH.

## Stanovništvo

### 1991.
Nacionalni sastav stanovništva 1991. godine, bio je sljedeći:
ukupno: 261
- Muslimani - 260 (99,62%)
- ostali, neopredijeljeni i nepoznato - 1 (0,38%)

### 2013.
Nacionalni sastav stanovništva 2013. godine, bio je sljedeći:
ukupno: 247
- Bošnjaci - 247 (100%)